# Sapekhburto K'lubi Meskheti
Il Sapekhburto K'lubi Meskheti (in georgiano საფეხბურთო კლუბი მესხეთი?), meglio nota come Meskheti è una società calcistica georgiana con sede nella città di Akhaltsikhe. Nella sua storia ha disputato per due stagioni la Umaglesi Liga, massima serie del campionato georgiano di calcio. Milita nella Meore Liga, la terza divisione del campionato georgiano di calcio.

## Storia
Il club venne fondato nel 2005. Nel 2007 concluse il campionato di Pirveli Liga al secondo posto, venendo promosso per la prima volta in Umaglesi Liga. Nella stagione 2007-2008 concluse il suo primo campionato in Umaglesi Liga al sesto posto. Nella stagione successiva concluse il campionato all'ottavo posto, ma rinunciò alla massima serie per iscriversi al campionato di Pirveli Liga. Nella stagione 2009-2010 finì all'ultimo posto in Pirveli Liga con anche tre punti di penalizzazione, retrocedendo in Meore Liga, la terza serie georgiana. Negli anni successivi si è alternato tra campionati di seconda e di terza serie.

## Palmarès

### Altri piazzamenti
- Erovnuli Liga 2:

Secondo posto: 2006-2007